# Rhynchospiza
Rhynchospiza is een geslacht van vogels uit de familie van de Passerellidae (Amerikaanse gorzen). De wetenschappelijke naam van het geslacht is voor het eerst geldig gepubliceerd in 1898 door Robert Ridgway.

## Soorten
De volgende soorten zijn bij het geslacht ingedeeld:
- Rhynchospiza dabbenei  – Yungasgors
- Rhynchospiza stolzmanni  – Stolzmanns gors
- Rhynchospiza strigiceps  – Chacogors